# 2001년
2001년은 월요일로 시작하는 평년이며, 이 해는 21세기와 제3천년기의 첫 번째 해이다.

## 사건
- 1월 1일
  - 김대중 대통령은 21세기 첫 신년사에서 경제위기에 대해 사과부터 하고, 일시적인 인기에 연연해하지 않으며 개혁을 철저히 마무리하겠다고 강조하였다.
  - 축구 국가대표팀 감독에 거스 히딩크가 선임되다.
  - 21세기와 제3천년기의 첫 날 (그레고리력).
- 1월 14일 - 엘살바도르에서 리히터 규모 7.9의 지진이 발생하다.
- 1월 20일 - 조지 W. 부시가 미국의 제43대 대통령으로 취임하다.
- 2월 6일 - 이스라엘에서 총리 선거가 실시되어 아리엘 샤론이 당선되다.
- 3월 4일 - 홍제동 주택 화재 사고: 서울시 홍제동에 위치한 2층 주택에서 발생한 화재로 2층 주택이 붕괴, 소방관 6명이 순직하다.
- 3월 8일 - 탈레반 정권이 바미얀 석불을 로켓탄으로 파괴하다.
- 3월 9일 - 탈레반 정권이 두 번째 바미얀 석불을 로켓탄으로 파괴하다.
- 3월 23일 - 최초의 우주 정거장 미르가 남태평양 바다에 떨어지다.
- 3월 26일 - 한국, MTCR(미사일 기술 통제 체제)의 33번째 회원국으로 가입하다.
- 4월 3일 - 역사 왜곡 논란을 불러일으킨 일본의 한 역사 교과서가 교과서 검정을 통과하다.
- 4월 10일 - 대우자동차 부평공장 폭력 사태
- 4월 26일 - 일본에서 고이즈미 준이치로 내각이 출범하다.
- 5월 24일 - 15살의 셰르파 템바 체리가 가장 어린 나이에 에베레스트 산 정상에 오른 사람으로 기록되다.
- 5월 28일 - 금호미술관에서 가스누출사고가 발생하다.
- 5월 29일 - 올림픽대교에서 중앙탑 상단에 조형물을 설치하던 치누크 헬리콥터가 추락하는 사고가 발생하다.
- 6월 1일 - 네팔의 수도 카트만두에서 네팔 왕실 대학살 사건이 발생하다.
- 6월 8일 - 오사카에 있는 이케다 초등학교에 37세 정신이상자가 난입해 학생 8명을 살해하고 15명에게 중경상을 입힌 오사카 학교 학살 사건이 발생하다.
- 6월 11일 - 미국 오클라호마 연방청사 테러범 티모시 맥베이에 대한 사형이 집행되다.
- 7월 15일 - 집중호우로 서울 지하철 7호선 강남구청역부터 고속터미널역까지 5개역이 침수되어 17일까지 운행이 중단되다.
- 8월 4일 - 모스크바에서 김정일 북조선 국방위원장과 블라디미르 푸틴 러시아 대통령 정상회담.
- 8월 6일 - 인천국제공항 유휴지 개발 민간사업자 선정 특혜의혹 관련 청와대 관계자 개입 확인하다.
- 8월 9일 - 김현곤, 한국인 최초로 단독 태평양 요트 횡단을 성공하다.
- 8월 13일 -고이즈미 준이치로 일본총리 야스쿠니 신사 참배를 강행하다.
- 8월 16일 - 미국 연방항공청, 대한민국을 항공안전위험국(2등급)으로 분류하다.
- 8월 23일
  - 대한민국의 김대중 대통령과 베트남의 천득렁 국가주석과 정상회담.
  - 재경부가 IMF 구제금융 195억 달러 중 최종 잔액 1억 4천만 달러를 상환하면서 IMF 관리 체제가 종료되었다.
- 8월 30일 - 대한민국 국가청소년위원회, 청소년 대상 성범죄자 169명 신상을 공개하다.
- 9월 3일 - 대한민국 국회, 임동원 통일부 장관 해임 건의안 가결.
- 9월 11일
  - 9·11 테러: 알 카에다의 테러리스트들이 미국 여객기 4대를 납치해 뉴욕 맨해튼의 세계 무역 센터와 충돌시켰으며, 워싱턴 D.C.의 미국 국방부, 펜실베이니아주에 추락시키다. 이 사건으로 세계 무역 센터가 붕괴되고 미국 국방부의 건물인 펜타곤이 부분 붕괴되어 약 3,000여 명이 사망하였다.
  - 캐나다 화이트호스에서 대한항공 85편 납치 오인 사고 발생.
- 9월 14일 - 조지 W. 부시 미국 대통령, 9.11 테러 대처위해 국가비상사태 선포를 했다.
- 9월 18일 - 대한민국과 조선민주주의인민공화국, 제5차 남북장관급회담 합의사항 공동보도문 발표.
- 9월 19일 - 소방본부는 서울 종로 대형빌딩에서 테러대비 소방훈련을 실시하였다.
- 9월 21일 - 대우자동차 채권단, 미국 제너럴 모터스 사와 매각 양해각서 체결.
- 10월 3일 - 대한민국, 국제민간항공기구 이사국에 선출.
- 10월 4일
  - 대한민국과 조선민주주의인민공화국, 금강산여관에서 금강산 관광 활성화를 위한 남북 당국간 회담 개최.
  - 흑해 해상에서 시베리아 항공 1812편 격추 사건이 발생하여 승무원 12명, 승객 66명 전원이 사망하다.
- 10월 5일 - 미국에서 탄저병 감염으로 첫 사망자 발생.
- 10월 7일 - 테러와의 전쟁: 협정 세계시 오후 4시 30분을 기해 탈레반과 알카에다를 향한 미국의 아프가니스탄 침공이 시작되다.
- 10월 10일 전국교직원노동조합, 성과급제 등에 반발 2만여 명이 집단 조퇴·집회 강행.
- 10월 12일 - 이용호 게이트 특감 조사 결과 발표. 법무장관과 검찰총장 구속.
- 10월 15일
  - 대한민국 김대중 대통령과 일본 고이즈미 준이치로 총리가 청와대에서 정상회담을 열다.
  - 미국항공우주국의 갈릴레오 호가 목성 위성인 이오와 180 km 지점을 통과하다.
- 10월 20일 - 미국이 9·11테러의 보복으로 아프가니스탄 공격을 단행.
- 10월 25일 - 윈도우 XP 출시
- 11월 10일 - 중국이 세계무역기구에 가입하였다.
- 11월 12일 - 아프가니스탄의 탈레반 정권이 카불을 버리다.
- 11월 13일 - 김대중이 새천년민주당 총재직을 사임하다.
- 11월 16일
  - 김대중 대통령은 새천년민주당 경선에 개입치 않는다고 밝혔다.
  - 북한 경비정이 NLL 침범 후 남측지역에 있다가 36분 후 돌아갔다.
- 12월 21일 - 대전광역시 서구 둔산동 충청지역본부(현 둔산지점)에서 대전 국민은행 강도살인사건이 발생했다.

## 문화
- 1월 1일 - 택티컬 커맨더스 게임이 출시되었다.
- 1월 9일 - 현대자동차에서 뉴EF쏘나타가 출시되었다.
- 1월 15일 - 위키 기반의 웹 백과사전인 위키백과가 탄생하다.
- 2월 1일
  - 대한민국에서 방송 등급제가 시범적으로 시행되다.
  - 주식회사 GBN 드라마플러스(현 GBN 미디어플러스 및 GBN플러스)에서 법인이 설립되었다.
- 3월 1일 - 대한민국 최초의 사이버 대학교인 서울디지털대학교가 설립되다.
- 3월 2일 - 대한민국 국악방송 개국.
- 3월 27일 - 대한민국 국군이 하사관의 명칭을 부사관으로 개명하다.
- 3월 28일 - 아테네 국제공항 개항.
- 3월 29일 - 인천국제공항이 개항하다.
- 4월 2일
  - 한국수력원자력이 설립되었다.
  - 목포극동방송이 개국하였다.(주파수 FM 100.5MHz) (호출부호 및 출력 : HLKW 1KW)
  - 스포츠전문채널 MBC SPORTS(현재 MBC 스포츠플러스)개국하였다.
- 4월 9일 - 대한민국의 음악 그룹 터보가 잠정 해체했다.
- 4월 20일 - NHK미디어, TV아사히의 둘리와 함께(きいねのちゃんと一緒に！)가 한국에서 현지화하여 비디오로 출시되다.
- 4월 30일 - KBS 1TV의 채널이 평일 오후방송시간을 오후 16시 5분에서 오후 16시로 변경을 하다.
- 5월 13일
  - 수원월드컵경기장이 개장하다.
  - 1세대 아이돌 그룹 H.O.T.가 돌연 해체했다.
- 5월 26일 - 한국 최초의 자동차 경주인 한국 모터 챔피언십 개최되다.
- 6월 23일 - UEFA 여자 유로 2001이 개막되었다.
- 7월 7일 - UEFA 여자 유로 2001이 폐막되었다.
- 7월 13일 - 2008년 하계 올림픽의 개최지로 중국 베이징이 선정되었다.
- 7월 27일 - 일본 마이하마 리조트 라인 디즈니 리조트 라인이 개통되었다.
- 8월 3일 - 크레이지 아케이드가 게임이 출시됐다.
- 8월 5일 - 박세리, 김미현 미국 LPGA투어 브리티시 여자 오픈에서 1,2위를 차지하다.
- 8월 14일 - 아세아방송 -> 제주극동방송으로 명칭 변경.
- 8월 27일 - 영동극동방송이 개국하였다.(주파수 FM 90.1MHz) (호출부호 및 출력 : HLDY 3KW)
- 8월 28일 - JTV MAGIC FM 개국.
- 8월 30일 - 대한민국 부산광역시에서 부산원음방송 개국.
- 9월 1일 - 대한민국 울산광역시에서 Ubc Green FM 개국.
- 9월 4일 - 백운화상초록불조직지심체요절이 유네스코 세계기록유산으로 등록되다.
- 9월 12일 - 대한민국 서울특별시에서 서울원음방송 개국.
- 9월 24일 - 세계관광기구(WTO) 제14차 총회, 서울서 개막.
- 9월 26일 - 대한민국 충청북도에서 CJB JOY FM 개국.
- 10월 9일 - 제8차 아시아·태평양 대학총장회의 서울에서 개최.
- 10월 13일
  - 2001 전주세계소리축제 개막.
  - 전라북도 진안군 용담 다목적댐이 착공 11년 만에 준공되다.
- 10월 15일 - 성남시 서울 비행장에서 서울 에어쇼 2001 개막
- 10월 25일 - 마이크로소프트에서 윈도우 XP가 출시되다.
- 10월 28일 - KBO 리그 KBO 한국시리즈 6차전에서 두산 베어스가 삼성 라이온즈를 6대 5로 꺾고 시리즈 전적 4승 2패로 1995년 이후 6년만에 통산 3번째 우승을 달성하였다.
- 11월 7일 - 대한민국, 2002학년도 대학수학능력시험을 실시하다.
- 11월 8일 - 전주월드컵경기장 개장.
- 11월 10일 - 서울월드컵경기장 개장.
- 11월 12일 - 포항극동방송이 개국하였다.(주파수 FM 90.3MHz) (호출부호 및 출력 : HLDZ 3KW)
- 11월 13일 - 강원도, 원주시 일원 춘천시, 강릉 일부 TBN 원주교통방송 개국.
- 11월 30일
  - 경인선 도화역이 영업을 시작하였다.
  - 인천광역시 일원 경기도, 서울특별시 일부 TBN 인천교통방송 개국되었다.
- 12월 1일 - 2002년 FIFA 월드컵 조 편성이 대한민국 부산에서 치러졌다. 대한민국은 미국, 포르투갈, 폴란드와 D조에 편성되었다.
- 12월 4일 - 자동차 운전면허 학과시험을 50문제로 인해 도로교통법의 관한법령과 자동차구조의 취급방법(1~45 도로교통 법령, 46~50 자동차위험그림문제)으로 바뀌었다.
- 12월 10일 - 방송위원회에서 KBS 제2FM이 광고방송(상업광고방송)을 허용 및 개시(재개)를 하였다.
- 12월 15일 - 대한민국 강원도에서 GTB (현 G1방송) TV 개국.
- 12월 17일 - 엘라이트 프로덕션 패트야 매트야 노올자가 출시되다.
- 12월 21일 - 서해안고속도로가 개통되었다.
- 12월 31일 - 마이크로소프트에서 윈도우 1.0부터 윈도우 95까지의 지원을 종료하였고 이와 동시에 인터넷 익스플로러 1, 2의 지원도 종료했다.

## 탄생

### 1월
- 1월 1일
  - 오스트레일리아의 배우 앵거리 라이스,
  - 대한민국의 가수 윈터 (aespa, GOT the Beat).
  - 대한민국의 배구 선수 정지윤.
- 1월 2일 - 대한민국의 범죄자 최원종.
- 1월 3일 - 대한민국의 가수 박태용.
- 1월 5일
  - 대한민국의 사격 선수 추가은.
  - 대한민국의 가수 현.
- 1월 6일
  - 대한민국의 축구 선수 이상혁.
  - 대한민국의 가수 클로이.
- 1월 8일 - 일본의 배우 야마다 안나.
- 1월 9일
  - 브라질의 축구 선수 호드리구 고이스.
  - 스페인의 축구 선수 에리크 가르시아.
- 1월 11일 - 대한민국의 가수 가현.
- 1월 12일
  - 대한민국의 가수 유자.
  - 대한민국의 가수 강건우.
  - 대한민국의 스피드 스케이팅 선수 조상혁.
- 1월 13일
  - 대한민국의 래퍼 언텔.
  - 대한민국의 래퍼 강민수.
- 1월 16일
  - 대한민국의 가수, 배우 김민지.
  - 대한민국의 축구 선수 박예찬
- 1월 17일
  - 대한민국의 제이플로 엔터테인먼트 소속 아이돌 그룹 진권.
  - 대한민국의 가수 에스더.
  - 아르헨티나의 축구 선수 엔소 페르난데스.
- 1월 18일 - 대한민국의 야구 선수 김선우.
- 1월 19일
  - 대한민국의 가수 듀티.
  - 대한민국의 농구 선수 이승우.
  - 대한민국의 축구 선수 도재경.
- 1월 21일 - 미국의 배우 잭슨 브런디지.
- 1월 22일 - 대한민국의 가수 준성.
- 1월 23일 - 대한민국의 야구 선수 손동현.
- 1월 24일 - 대한민국의 가수 김기중.
- 1월 26일
  - 대한민국의 배우 정다은.
  - 중국의 가수 정단니.
- 1월 27일
  - 이탈리아의 수영 선수 토마스 체콘.
  - 대한민국의 가수 주은.
- 1월 28일 - 일본의 가수 아라마키 미사키 (HKT48 팀TII, 무시카고).
- 1월 29일
  - 대한민국의 가수 이대휘 (AB6IX, 워너원).
  - 대한민국의 축구 선수 정성원.
  - 대한민국의 가수 소섬.
- 1월 30일
  - 대한민국의 리그 오브 레전드 프로게이머 유칼.
  - 대한민국의 가수, 기타리스트 냥뇽녕냥. (QWER)
- 1월 31일 - 대한민국의 가수 진권 (뉴키드).

### 2월
- 2월 1일
  - 대한민국의 축구 선수 이종훈.
  - 대한민국의 리그 오브 레전드 프로게이머 켈린.
  - 미국의 배우 레이철 제글러.
- 2월 2일
  - 대한민국의 리그 오브 레전드 프로게이머 처니.
  - 미국의 배우 코너 기브스.
  - 일본의 가수 마키노 마리아 (모닝구무스메).
  - 대한민국의 가수 시안.
- 2월 3일 - 대한민국의 배구 선수 이진.
- 2월 4일
  - 대한민국의 야구 선수 오동욱.
  - 중화인민공화국의 쇼트트랙 선수 리원룽.
- 2월 5일 - 대한민국의 가수 겸 배우 김민주 (IZ*ONE).
- 2월 6일
  - 대한민국의 야구 선수 송준석.
  - 대한민국의 축구 선수 김민서.
- 2월 8일
  - 대한민국의 가수 아이엔 (스트레이 키즈).
  - 대한민국의 가수, 배우 김민지.
- 2월 9일
  - 대한민국의 배우, 모델 김재원.
  - 대한민국의 가수 김유연.
- 2월 10일
  - 대한민국의 가수, 미술가, 유튜버 이슬.
  - 대한민국의 모델, 배우 고이진.
- 2월 11일
  - 대한민국의 배우 박시영.
  - 스페인의 축구 선수 브리안 힐.
- 2월 12일
  - 대한민국의 야구 선수 남지민.
  - 조지아의 축구 선수 흐비차 크바라츠헬리아.
  - 대한민국의 가수 아키.
- 2월 13일 - 대한민국의 가수 유엘.
- 2월 14일
  - 대한민국의 수영 선수 이호준.
  - 대한민국의 배우 이원정.
- 2월 15일 - 미국의 배우 헤일리 추.
- 2월 16일
  - 대한민국의 야구 선수 김병휘.
  - 미국의 배우 클로이 이스트.
- 2월 17일 - 대한민국의 축구 선수 김주환.
- 2월 19일
  - 미국의 배우 다비드 마주즈.
  - 대한민국의 축구 선수 이강인.
  - 대한민국의 가수 자스민.
- 2월 21일
  - 중국의 가수 양페이이.
  - 미국의 배우 이저벨라 에이커스.
- 2월 22일
  - 일본의 아이들 요코야마 레이나. (모닝구무스메)
  - 대한민국의 가수 로라.
- 2월 23일 - 오스트레일리아의 테니스 선수 린키 히지카타.
- 2월 24일
  - 대한민국의 바둑 기사 유주현.
  - 대한민국의 축구 선수 조성권.
  - 잉글랜드의 배우 러모나 마케즈.
- 2월 25일 - 대한민국의 가수 형진. (NTX)
- 2월 26일 - 대한민국의 가수 윤민.
- 2월 27일 - 대한민국의 양궁 선수 안산.
- 2월 28일
  - 대한민국의 카트라이더 러쉬플러스 프로게이머 한승철.
  - 말레이시아의 아이돌 쿠로스 하루카. (KLP48)
  - 대한민국의 이종격투기 선수 박나영.

### 3월
- 3월 2일 -‪ 캐나다의 배우 지워니 가브리엘‬.
- 3월 3일 - 대한민국의 가수 최지은.
- 3월 4일
  - 대한민국의 바둑 기사 김지명.
  - 대한민국의 골프 선수 전예성.
- 3월 5일 - 대한민국의 축구 선수 이선유.
- 3월 6일
  - 캐나다의 배우 아리아나 엔지니어.
  - 미국의 싱어송라이터 자비아 워드.
- 3월 8일
  - 미국의 가수 제이창.
  - 대한민국의 야구 선수 김지찬.
  - 대한민국의 트로트 가수 미스김.
- 3월 9일
  - 캐나다의 가수 전소미 (아이오아이).
  - 대한민국의 가수 나나.
  - 대한민국의 축구 선수 이재욱.
- 3월 10일 - 대한민국의 래퍼 명이월.
- 3월 11일 - 대한민국의 가수 민주 (공원소녀).
- 3월 12일
  - 대한민국의 가수, 배우 김민규.
  - 앙골라의 축구 선수 풍기 사무엘.
  - 이스라엘의 모델 안나 자크.
- 3월 13일
  - 대한민국의 가수 범규 (투모로우바이투게더).
  - 일본의 가수 겸 배우 이가라시 레오.
  - 대한민국의 축구 선수 권혁규.
  - 대한민국의 가수 수민 (스테이씨).
  - 대한민국의 수영 선수 조성재.
- 3월 14일
  - 대한민국의 방송인 김혜인.
  - 대만의 가수 소소 (공원소녀).
  - 대한민국의 리그 오브 레전드 프로게이머 쌈디.
  - 대한민국의 리그 오브 레전드 프로게이머 맵씨.
- 3월 15일
  - 대한민국의 뮤지컬 배우 겸 비디오 자키 김유안.
  - 대한민국의 치어리더 김정원.
  - 일본의 성우 하세가와 레나.
- 3월 16일 - 중화민국의 양궁 선수 탕즈쥔.
- 3월 17일
  - 대한민국의 가수 수윤 (로켓펀치).
  - 잉글랜드의 가수, 배우 제이드 앨런.
- 3월 18일 - 대한민국의 바둑 기사 양민석.
- 3월 19일
  - 대한민국의 뮤지컬 배우 이재림.
  - 대한민국의 가수 박진오.
  - 대한민국의 가수 은석.
- 3월 20일
  - 대한민국의 가수 문익 (DKZ).
  - 중국의 가수 페이친위안.
- 3월 21일 - 대한민국의 가수 그을.
- 3월 22일
  - 대한민국의 가수 원진.
  - 대한민국의 리그 오브 레전드 프로게이머 블러프.
- 3월 23일 - 미국의 배우 매슈 린츠.
- 3월 24일 - 대한민국의 골프 선수 노승희.
- 3월 25일 - 대한민국의 가수 은호.
- 3월 27일
  - 대한민국의 야구 선수 홍원표.
  - 캐나다의 태권도 선수 태쿠 파크.
- 3월 29일 - 대한민국의 축구 선수 김선호.
- 3월 31일 - 대한민국의 배우 박서영.

### 4월
- 4월 1일
  - 대한민국의 가수 이승연.
  - 대한민국의 가수 이로운.
- 4월 2일 - 대한민국의 야구 선수 이주형.
- 4월 3일
  - 대한민국의 치어리더 김희연.
  - 일본의 가수 시타오 미우. (AKB48)
- 4월 4일 - 일본의 가수 마코. (NiziU)
- 4월 5일
  - 프랑스의 배우 틸란 블롱도.
  - 대한민국의 가수 의웅.
  - 대한민국의 배우 채원빈.
- 4월 6일 - 미국의 가수, 작곡가 마틴.
- 4월 7일 - 대한민국의 야구 선수 김태경.
- 4월 8일 - 대한민국의 가수 루이.
- 4월 9일
  - 대한민국의 카트라이더 프로게이머 유창현.
  - 대한민국의 리그 오브 레전드 프로게이머 아이스.
- 4월 10일 - 이스라엘의 가수, 배우 노아 키렐.
- 4월 11일 - 대한민국의 작가 김아영.
- 4월 12일
  - 대한민국의 축구 선수 황재환.
  - 대한민국의 카트라이더 프로게이머 이재혁.
  - 대한민국의 축구 선수 오현규.
  - 대한민국의 축구 선수 허율.
- 4월 13일
  - 대한민국의 축구 선수 김종민.
  - 대한민국의 축구 선수 김성민.
- 4월 14일 - 대한민국의 축구 선수 박규현.
- 4월 15일
  - 대한민국의 배우 강나언.
  - 대한민국의 배우 이준하.
- 4월 16일 - 대한민국의 가수 이토록.
- 4월 17일
  - 대한민국의 가수 류진 (ITZY).
  - 대한민국의 농구 선수 유기상.
- 4월 18일
  - 대한민국의 가수 김호연.
  - 대한민국의 골퍼 이슬기.
- 4월 20일
  - 대한민국의 축구 선수 김정훈.
  - 대한민국의 리그 오브 레전드 프로게이머 채이시.
- 4월 22일 - 대한민국의 연극배우 김민지.
- 4월 23일
  - 대한민국의 쇼트트랙 선수 이유빈.
  - 대한민의 가수 화랑.
- 4월 24일 - 대한민국의 카트라이더 프로게이머 박현수.
- 4월 25일
  - 대한민국의 배우 윤찬영.
  - 대한민국의 가수 빅 (MCND).
  - 대한민국의 리그 오브 레전드 프로게이머 버리.
- 4월 26일 - 일본의 가수 레미. (체리블렛)
- 4월 28일 - 대한민국의 배우 한지원.
- 4월 30일 - 대한민국의 야구 선수 김성민.

### 5월
- 5월 1일
  - 대한민국의 프리스타일 스키 선수 장유진.
  - 대한민국의 배우 정재민.
- 5월 3일 - 중화인민공화국의 크로스컨트리 스키 선수 디니거얼 이라무장.
- 5월 4일 - 대한민국의 가수 퀸동주.
- 5월 5일
  - 대한민국의 전 배우 김세민.
  - 대한민국의 배우 장다아.
- 5월 6일 - 대한민국의 배우 강은아.
- 5월 7일
  - 대한민국의 배구 선수 김현지.
  - 일본의 가수 단바라 루루.
- 5월 8일
  - 대한민국의 배우 김진성.
  - 대한민국의 배우, 모델 김우석.
  - 우즈베키스탄의 복싱 선수 아삿후자 무이딘후자예프.
- 5월 9일 - 대한민국의 가수 김소연.
- 5월 10일
  - 대한민국의 가수 김산하.
  - 대한민국의 야구 선수 박시후.
  - 대한민국의 전 야구 선수 정현수.
- 5월 11일
  - 태국의 배드민턴 선수 꾼라웃 위팃산.
  - 대한민국의 가수 시우.
- 5월 14일 - 대한민국의 가수 신예찬 (원더나인, 오메가엑스).
- 5월 15일 - 대한민국의 축구 선수 박진성.
- 5월 16일 - 대한민국의 축구 선수 김지한.
- 5월 18일
  - 나이지리아의 배우 가니도 가으니쇼.
  - 대한민국의 래퍼 호치키스.
- 5월 19일
  - 대한민국의 바둑 기사 박상진.
  - 나이지리아계 대한민국의 모델 한현민.
- 5월 20일 - 일본의 가수 고토 모에. (AKB48)
- 5월 22일
  - 미국의 배우 주다 루이스.
  - 미국의 유튜버 엠마 체임벌린.
  - 대한민국의 가수 임지민.
- 5월 25일 - 미국의 댄서, 배우 겸 모델 클로이 루카시아크.
- 5월 27일
  - 대한민국의 배우 나소예.
  - 미국의 배우 이저벨라 비도빅.
- 5월 28일
  - 일본의 가수 사사키 리카코.
  - 대한민국의 배우 양경모.
- 5월 29일 - 대한민국의 골퍼 김연희.
- 5월 30일
  - 대한민국의 가수 도이.
  - 대한민국의 야구 선수 박시원.
- 5월 31일 - 폴란드의 테니스 선수 이가 시비옹테크.

### 6월
- 6월 1일 - 대한민국의 가수 Wish.
- 6월 2일
  - 대한민국의 배우 고찬빈.
  - 대한민국의 축구 선수 김민재.
- 6월 3일
  - 대한민국의 가수 김수지.
  - 대한민국의 리그 오브 레전드 프로게이머 이지융.
- 6월 4일
  - 대한민국의 배우 조성목.
  - 일본의 축구 선수 쿠보 타케후사.
  - 대한민국의 가수 최리 (이달의 소녀).
  - 대한민국의 야구 선수 이종민.
  - 대한민국의 축구 선수 신재혁.
- 6월 5일
  - 대한민국의 가수 채령 (ITZY).
  - 대한민국의 바둑 기사 이도현.
- 6월 6일
  - 미국의 육상 선수 콜 호커.
  - 대한민국의 래퍼 시우.
- 6월 7일 - 대한민국의 가수 홍다영.
- 6월 8일 - 대한민국의 야구 선수 신동수.
- 6월 9일 - 대한민국의 배구 선수 육서영.
- 6월 12일 - 대한민국의 야구 선수 신지후.
- 6월 13일 - 대한민국의 가수 성한빈.
- 6월 14일 - 대한민국의 가수 숨비.
- 6월 16일 - 대한민국의 야구 선수 박명현.
- 6월 17일 - 네덜란드의 축구 선수 유리언 팀버르.
- 6월 18일
  - 일본의 가수 야부키 나코 (HKT48 팀H, AKB48 팀B, IZ*ONE).
  - 대한민국의 리그 오브 레전드 프로게이머 캐니언.
  - 조지아의 유도 선수 일리아 술라마니제.
- 6월 19일 - 요르단의 태권도 선수 자이드 카림.
- 6월 20일
  - 미국의 배우 배기스 지여르나.
  - 포르투갈의 축구 선수 곤살루 하무스.
- 6월 21일 - 대한민국의 스피드 스케이팅 선수 정재원.
- 6월 22일
  - 프랑스의 유도 선수 막심가엘 응가야프 앙부.
  - 대한민국의 가수 유.
- 6월 25일
  - 일본의 가수 히라테 유리나 (케야키자카46).
  - 대한민국의 가수 및 배우 형서.
  - 대한민국의 배구 선수 박현주.
- 6월 26일
  - 벨라루스의 체조 선수 이반 리트비노비치.
  - 대한민국의 가수 정수.
- 6월 27일 - 대한민국의 가수 레프 야드.
- 6월 28일 - 대한민국의 야구 선수 박형준.
- 6월 30일 - 대한민국의 가수 블로우오프.

### 7월
- 7월 1일 - 대한민국의 배우 이수민.
- 7월 2일 - 가나의 배우 에이브러햄 아타.
- 7월 3일 - 대한민국의 가수 호진.
- 7월 4일 - 일본의 가수 케이타.
- 7월 6일 - 대한민국의 가수 홍찬희.
- 7월 7일 - 대한민국의 리그 오브 레전드 프로게이머 포커스.
- 7월 8일 - 대한민국의 축구 선수 김태준.
- 7월 9일
  - 대한민국의 배우 이윤정.
  - 대한민국의 축구 선수 고영준.
- 7월 10일 - 미국의 배우 겸 가수 이저벨라 모너.
- 7월 12일
  - 오스트레일리아의 수영 선수 케일리 매키온.
  - 대한민국의 배우 이채은.
- 7월 14일 - 일본의 아이돌 쿠보 시오리.
- 7월 16일 - 대한민국의 가수 디아.
- 7월 17일
  - 대한민국의 뮤지컬 배우 박선우.
  - 일본의 가수 이노우에 레이.
- 7월 18일 - 캐나다의 배우 엘라 밸런타인.
- 7월 20일 - 대한민국의 야구 선수 홍민기.
- 7월 21일 - 대한민국의 영화배우 김민지.
- 7월 22일 - 대한민국의 가수 강민서.
- 7월 23일
  - 대한민국의 야구 선수 최지강.
  - 대한민국의 가수 윤재혁.
- 7월 24일
  - 대한민국의 배우 임형찬.
  - 대한민국의 농구 선수 허예은.
- 7월 27일
  - 대한민국의 배우 신기준.
  - 대한민국의 야구 선수 박정현.
- 7월 29일 - 대한민국의 기업인 김수빈.
- 7월 30일 - 대한민국의 배우 김주댕.
- 7월 31일 - 대한민국의 배우 노정의.

### 8월
- 8월 1일 - 대한민국의 배우, 가수 박시은 (STAYC).
- 8월 2일 - 대한민국의 야구 선수 장재혁.
- 8월 3일 - 대한민국의 래퍼 지플랫.
- 8월 6일 - 미국의 배우 타이 심프킨스.
- 8월 7일
  - 일본의 배우 겸 가수 오오니시 류세이.
  - 대한민국의 축구 선수 설현빈.
- 8월 8일 - 대한민국의 뮤지컬 배우 최하람.
- 8월 9일 - 일본의 아이돌 사토 리카.
- 8월 13일 - 대한민국의 배우 박희건.
- 8월 14일 - 대한민국의 래퍼 로이다보이.
- 8월 15일 - 대한민국의 가수 김예준.
- 8월 16일
  - 이탈리아의 테니스 선수 야닉 시너.
  - 대한민국의 가수 승용 (엔쿠스).
- 8월 17일 - 대한민국의 배우 김인이.
- 8월 18일 - 대한민국의 가수, 배우, 댄서 구슬.
- 8월 20일 - 대한민국의 가수 아사히.
- 8월 21일 - 일본의 피겨 스케이팅 선수 혼다 마린.
- 8월 22일 - 대한민국의 연극배우 김민지.
- 8월 23일
  - 대한민국의 야구 선수 정해영.
  - 대한민국의 오버워치 프로게이머 이승준.
  - 대한민국의 배구 선수 정호영
- 8월 24일
  - 대한민국의 수영 선수 허윤진.
  - 대한민국의 수영 선수 김우민.
  - 대한민국의 축구 선수 이강희.
- 8월 25일 - 대한민국의 가수 JEROME (TO1).
- 8월 27일
  - 대한민국의 배우 박주원.
  - 독일의 농구 선수 프란츠 바그너.
- 8월 29일 - 대한민국의 가수 준서.
- 8월 30일 - 대한민국의 야구 선수 이민호.
- 8월 31일
  - 일본의 배우 모리 나나.
  - 이스라엘의 배우, 모델 야엘 셸비아.

### 9월
- 9월 1일 - 프랑스의 태권도 선수 알테아 로랭.
- 9월 2일 - 미국의 배우 엘라 루빈.
- 9월 3일 - 미국의 모델 카이아 거버.
- 9월 4일 - 대한민국의 야구 선수 오명진.
- 9월 5일 - 잉글랜드의 축구 선수 부카요 사카.
- 9월 6일 - 일본의 성우 및 가수 니노미야 유이.
- 9월 7일
  - 대한민국의 가수, 싱어송라이터 수민.
  - 슬로바키아의 양궁 선수 데니사 바란코바.
- 9월 8일 - 대한민국의 음악가, 유튜버 이승빈.
- 9월 9일 - 네덜란드의 쇼트트랙 선수 크산드라 펠제부르.
- 9월 10일
  - 프랑스의 배우 에또르 쏭가르뜨.
  - 알바니아의 축구 선수 아르만도 브로야.
- 9월 11일 - 미국의 배우 메켄지 알라젬.
- 9월 12일 - 일본의 가수 타나카 미쿠 (HKT48 팀H, 덴덴무Chu!, 나코미쿠).
- 9월 13일
  - 대한민국의 가수 예은.
  - 대한민국의 가수 성찬.
  - 대한민국의 래퍼 체리보이17.
- 9월 14일 - 대한민국의 야구 선수 이상혁.
- 9월 16일 - 대한민국의 야구 선수 소형준.
- 9월 17일 - 대한민국의 가수 송윤주.
- 9월 18일 - 대한민국의 가수 우정. (스카이리)
- 9월 19일
  - 대한민국의 가수 강민지.
  - 우크라이나의 육상 선수 야로슬라바 마후치흐.
  - 이탈리아의 펜싱 선수 필리포 마키.
- 9월 20일
  - 일본의 아이돌 야마우치 미즈키. (AKB48)
  - 대한민국의 가수 손예림.
- 9월 21일 - 대한민국의 체조 선수 김민주.
- 9월 22일
  - 대한민국의 리그 오브 레전드 프로게이머 캐치.
  - 중국의 래퍼 레타.
  - 일본의 배우 타카하시 히카루.
- 9월 23일
  - 중화민국의 가수 라이관린 (워너원).
  - 대한민국의 배우 지민혁.
  - 대한민국의 바둑 기사 김선빈.
  - 인도네시아의 가수, 배우 티아라 안디니.
- 9월 24일 - 미국의 배우 클레어 폴리.
- 9월 26일 - 대한민국의 리그 오브 레전드 프로게이머 모건.
- 9월 27일
  - 미국의 배우 제나 오르테가.
  - 대한민국의 가수 리나.
  - 대한민국의 가수 기호.
- 9월 28일 - 대한민국의 야구 선수 임종찬.
- 9월 29일 - 대한민국의 가수 예윤.
- 9월 30일
  - 대한민국의 가수 장예주.
  - 인도의 사격 선수 사라브조트 싱.

### 10월
- 10월 1일 - 잉글랜드의 축구 선수 메이슨 그린우드.
- 10월 2일 - 대한민국의 연극배우 이지혜.
- 10월 3일 - 일본의 아이돌 엔도 사쿠라.
- 10월 4일
  - 대한민국의 리그 오브 레전드 프로게이머 노아.
  - 대한민국의 축구 선수 강지훈.
  - 대한민국의 배구 선수 이현.
- 10월 5일 - 캐나다의 배우 덜릴라 벨라.
- 10월 6일 - 일본의 가수 혼다 히토미. (AKB48 팀8, 아이즈원)
- 10월 8일
  - 한국계 미국의 가수 허윤진. (르세라핌)
  - 중화민국의 태권도 선수 뤄자링.
- 10월 9일 - 대한민국의 배우, 방송인 박시진.
- 10월 10일 - 대한민국의 야구 선수 최준용.
- 10월 11일 - 대한민국의 배우 겸 뮤지컬 배우 추예진.
- 10월 12일 - 미국의 배우 레이먼드 오초아.
- 10월 13일 - 대한민국의 쇼트트랙 선수 김태성.
- 10월 14일
  - 대한민국의 배우, 모델 이석기.
  - 미국의 배우 로언 블랜처드.
- 10월 15일
  - 대한민국의 가수 희승.
  - 대한민국의 모델, 배우 한성민.
- 10월 17일 - 대한민국의 배우 이지수.
- 10월 18일 - 대한민국의 가수 공든.
- 10월 19일
  - 아일랜드의 배우 아트 파킨슨.
  - 일본의 가수 타츠야 마키호 (AKB48 팀B).
- 10월 20일 - 대한민국의 모델 김어진.
- 10월 21일 - 대한민국의 피겨 스케이팅 선수 차준환.
- 10월 22일 - 대한민국의 가수 조유리 (IZ*ONE).
- 10월 25일 - 벨기에의 국왕 필리프의 딸 브라반트 여공작 엘리자베트.
- 10월 26일
  - 대한민국의 축구 선수 정수환.
  - 일본의 바둑 기사 우에노 아사미.
- 10월 27일 - 대한민국의 치어리더 이연진.
- 10월 28일 - 미국의 배우 루키타 맥스웰.
- 10월 29일
  - 대한민국의 배우 이소원.
  - 대한민국의 가수 나린.
- 10월 31일 - 일본의 아이돌 카나가와 사야.

### 11월
- 11월 1일
  - 대한민국의 가수 윤경. (로켓펀치)
  - 대한민국의 뮤지컬 배우 홍기범.
- 11월 2일 - 에콰도르의 축구 선수 모이세스 카이세도.
- 11월 3일 - 일본의 야구 선수 사사키 로키.
- 11월 4일 - 일본의 배우 겸 가수 오구라 리오 (STARRY PLANET☆최연소).
- 11월 5일 - 일본의 가수 사토 안쥬 (NGT48).
- 11월 7일 - 아일랜드 출신의 캐나다 배우 에이미베스 맥널티.
- 11월 9일 - 대한민국의 야구 선수 김창훈.
- 11월 10일 - 헝가리의 펜싱 선수 러브 크리스티안.
- 11월 11일 - 대한민국의 배구 선수 이다현.
- 11월 12일
  - 영국의 배우 래피 캐시디.
  - 대한민국의 정치인 최인호.
- 11월 13일
  - 대한민국의 가수 하민.
  - 대한민국의 래퍼 래원.
  - 대한민국의 가수 혜주. (이달의 소녀).
- 11월 14일 - 대한민국의 가수 신기루.
- 11월 16일 - 대한민국의 배우 허원서.
- 11월 17일 - 대한민국의 가수 재키. (아이칠린)
- 11월 19일
  - 대한민국의 가수 Gist.
  - 중국의 가수 자오자루이.
  - 일본의 래퍼 시느 하느리상.
- 11월 20일 - 대한민국의 가수 김준서.
- 11월 21일 - 대한민국의 야구 선수 한재승.
- 11월 22일 - 중국의 가수 천러 (NCT).
- 11월 23일 - 대한민국의 온라인콘텐츠창작자 김수환.
- 11월 24일 - 대한민국의 가수 나연. (파나틱스)
- 11월 27일 - 오스트레일리아의 배우 모건 데이비스.
- 11월 28일 - 미국의 배우 매디슨 데라가르사.
- 11월 30일 - 대한민국의 축구 선수 변준수.

### 12월
- 12월 1일 - 일본의 아키히토 천왕의 손녀 도시노미야 아이코 내친왕.
- 12월 2일 - 프랑스 출신 오스트레일리아의 배우 제러미 샤브리엘.
- 12월 4일
  - 대한민국의 래퍼 이진솔 (에이프릴).
  - 프랑스의 축구 선수 마이클 올리스.
- 12월 6일 - 대한민국의 가수 박재찬 (DKZ).
- 12월 10일 - 대한민국의 기타 연주가 정나영.
- 12월 12일 - 대한민국의 가수 이수진. (위클리)
- 12월 13일 - 대한민국의 배우 이지원.
- 12월 14일
  - 대한민국의 가수 강석.
  - 대한민국의 야구 선수 이강준.
  - 대한민국의 축구 선수 최수웅.
- 12월 15일 - 대한민국의 리그 오브 레전드 프로게이머 지인.
- 12월 17일 - 대한민국의 리그 오브 레전드 프로게이머 캐비.
- 12월 18일
  - 미국의 싱어송라이터 빌리 에일리시.
  - 대한민국의 배우 김보윤.
- 12월 21일 - 대한민국의 축구 선수 김태현.
- 12월 22일 - 대한민국의 카트라이더 프로게이머 배성빈.
- 12월 25일 - 대한민국의 래퍼 스월비.
- 12월 26일
  - 미국의 가수 카일라 (프리스틴).
  - 일본의 가수 오구리 유이. (AKB48)
- 12월 27일
  - 대한민국의 가수 로하.
  - 대한민국의 야구 선수 김동혁.
  - 독일의 수영 선수 루카스 메르텐스.
- 12월 28일 - 대한민국의 피겨 스케이팅 선수 안소현.
- 12월 29일 - 대한민국의 가수 예지.
- 12월 30일 - 대한민국의 가수 J.na.
- 12월 31일 - 대한민국의 가수 이승현.

### 미상
- 대한민국의 가수 민채영.
- 미국의 야구 선수 백상호. (~2021년)
- 대한민국의 가수 신예원.
- 대한민국의 배우 최상아.
- 대한민국의 가수 겸 작곡가 코코나.
- 대한민국의 음악가 파란노을.
- 대한민국의 배구 선수 김다은.
- 대한민국의 배우 정태성.
- 중화인민공화국의 바둑 기사 판팅위.

## 사망

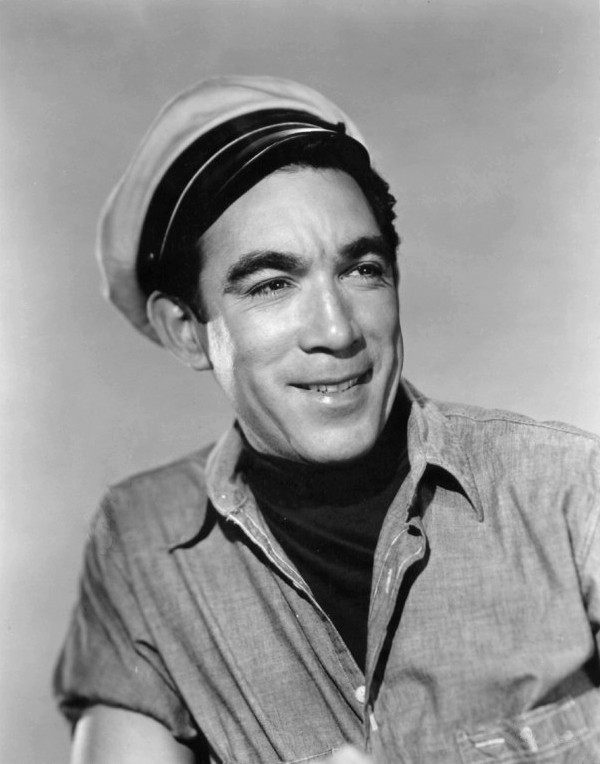
앤서니 퀸

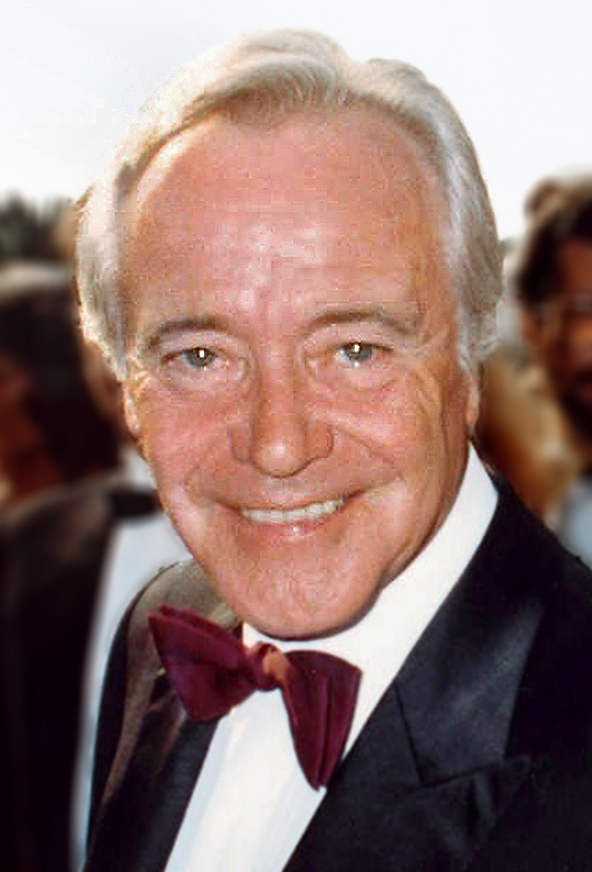
잭 레먼

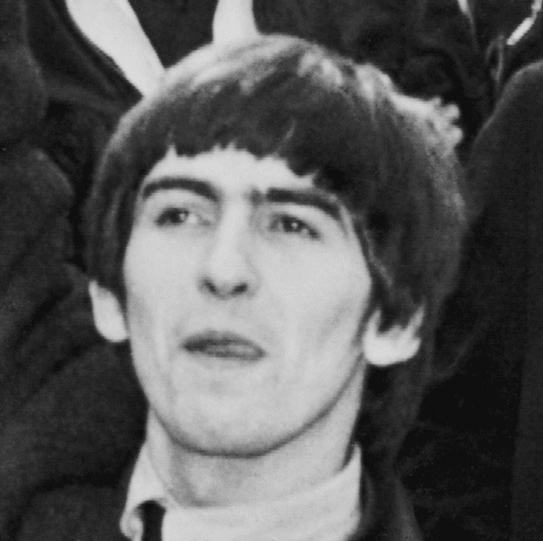
조지 해리슨

### 1월
- 1월 18일 - 콩고민주공화국의 대통령, 정치인 로랑데지레 카빌라. (1939년~)
- 1월 23일 - 대한민국의 동양화가 김기창. (1913년~)
- 1월 26일 - 대한민국의 재일동포 유학생 이수현. (1974년~)

### 2월
- 2월 4일 - 그리스의 작곡가 이안니스 크세나키스. (1922년~)
- 2월 20일 - 대한민국의 마라톤 선수 남승룡. (1912년~)
- 2월 24일 - 대한민국의 언론인, 정치인 이득렬. (1939년~)

### 3월
- 3월 12일 - 미국의 소설가 로버트 러들럼. (1927년~)
- 3월 21일 - 대한민국의 기업인, 정치인 정주영. (1915년~)

### 4월
- 4월 14일 - 일본의 가수 미나미 하루오. (1923년~)

### 5월
- 5월 11일 - 영국의 작가 더글러스 애덤스. (1952년~)

### 6월
- 6월 3일 - 미국의 영화배우 앤서니 퀸. (1915년~)
- 6월 27일 - 미국의 배우 잭 레먼. (1925년~)
- 6월 30일 - 미국의 음악가 쳇 앳킨스. (1924년~)

### 7월
- 7월 14일 - 대한민국의 언론인 겸 기업인 안경희. (1939년~)
- 7월 24일 - 대한민국의 야구 감독 김명성. (1946년~)
- 7월 29일 - 폴란드의 정치인 에드바르트 기에레크. (1913년~)
- 7월 30일 - 대한민국의 가수 황금심. (1921년~)

### 8월
- 8월 1일 - 대한민국의 가수 고운봉. (1920년~)
- 8월 5일 - 베트남의 군인, 정치인 즈엉반민. (1916년~)
- 8월 7일 - 대한민국의 배우 정태섭. (1952년~)
- 8월 25일 - 미국의 가수, 배우 알리야. (1979년~)

### 9월
- 9월 29일 - 베트남의 정치인 응우옌반티에우. (1923년~)

### 10월
- 10월 15일 - 중화민국의 군인, 정치인 장쉐량. (1898년~)
- 10월 26일 - 아프가니스탄 무자헤딘 지휘관 겸 정치인 압둘 하크. (1958년~)

### 11월
- 11월 14일 - 아르헨티나의 축구 선수, 축구 감독 후안 카를로스 로렌소. (1922년~)
- 11월 23일 - 대한민국의 희극인 양종철. (1962년~)
- 11월 29일 - 영국의 가수, 음악가 조지 해리슨. (1943년~)

### 12월
- 12월 18일 - 프랑스의 가수, 배우 질베르 베코. (1927년~)

## 노벨상
- 경제학상: 조지 애컬로프, 마이클 스펜스, 조셉 스티글리츠
- 문학상: 비디아다르 네이폴
- 물리학상: 에릭 코넬, 볼프강 케털리, 칼 와이먼
- 생리학 및 의학상: 릴런드 하트웰 , 티모시 헌트, 폴 너스
- 평화상: 국제 연합 (사무총장), 코피 아난
- 화학상: 윌리엄 놀스, 노요리 료지, 배리 샤플리스

## 73회아카데미상수상
- 작품상: 글래디에이터
- 감독상: 스티븐 소더버그(트래픽(영화))
- 남우주연상: 러셀 크로(글래디에이터)
- 여우주연상: 줄리아 로버츠(에린 브로코비치)
- 남우조연상: 베네치오 델 토로(트래픽(영화))
- 여우조연상: 마샤 게이 하든(폴락)

## 달력
| 1월 |    |    |    |    |    |    |
| 일  | 월 | 화 | 수 | 목 | 금 | 토 |
|     | 1  | 2  | 3  | 4  | 5  | 6  |
| 7   | 8  | 9  | 10 | 11 | 12 | 13 |
| 14  | 15 | 16 | 17 | 18 | 19 | 20 |
| 21  | 22 | 23 | 24 | 25 | 26 | 27 |
| 28  | 29 | 30 | 31 |    |    |    |

| 2월 |    |    |    |    |    |    |
| 일  | 월 | 화 | 수 | 목 | 금 | 토 |
|     |    |    |    | 1  | 2  | 3  |
| 4   | 5  | 6  | 7  | 8  | 9  | 10 |
| 11  | 12 | 13 | 14 | 15 | 16 | 17 |
| 18  | 19 | 20 | 21 | 22 | 23 | 24 |
| 25  | 26 | 27 | 28 |    |    |    |

| 3월 |    |    |    |    |    |    |
| 일  | 월 | 화 | 수 | 목 | 금 | 토 |
|     |    |    |    | 1  | 2  | 3  |
| 4   | 5  | 6  | 7  | 8  | 9  | 10 |
| 11  | 12 | 13 | 14 | 15 | 16 | 17 |
| 18  | 19 | 20 | 21 | 22 | 23 | 24 |
| 25  | 26 | 27 | 28 | 29 | 30 | 31 |

| 4월 |    |    |    |    |    |    |
| 일  | 월 | 화 | 수 | 목 | 금 | 토 |
| 1   | 2  | 3  | 4  | 5  | 6  | 7  |
| 8   | 9  | 10 | 11 | 12 | 13 | 14 |
| 15  | 16 | 17 | 18 | 19 | 20 | 21 |
| 22  | 23 | 24 | 25 | 26 | 27 | 28 |
| 29  | 30 |    |    |    |    |    |

| 5월 |    |    |    |    |    |    |
| 일  | 월 | 화 | 수 | 목 | 금 | 토 |
|     |    | 1  | 2  | 3  | 4  | 5  |
| 6   | 7  | 8  | 9  | 10 | 11 | 12 |
| 13  | 14 | 15 | 16 | 17 | 18 | 19 |
| 20  | 21 | 22 | 23 | 24 | 25 | 26 |
| 27  | 28 | 29 | 30 | 31 |    |    |

| 6월 |    |    |    |    |    |    |
| 일  | 월 | 화 | 수 | 목 | 금 | 토 |
|     |    |    |    |    | 1  | 2  |
| 3   | 4  | 5  | 6  | 7  | 8  | 9  |
| 10  | 11 | 12 | 13 | 14 | 15 | 16 |
| 17  | 18 | 19 | 20 | 21 | 22 | 23 |
| 24  | 25 | 26 | 27 | 28 | 29 | 30 |

| 7월 |    |    |    |    |    |    |
| 일  | 월 | 화 | 수 | 목 | 금 | 토 |
| 1   | 2  | 3  | 4  | 5  | 6  | 7  |
| 8   | 9  | 10 | 11 | 12 | 13 | 14 |
| 15  | 16 | 17 | 18 | 19 | 20 | 21 |
| 22  | 23 | 24 | 25 | 26 | 27 | 28 |
| 29  | 30 | 31 |    |    |    |    |

| 8월 |    |    |    |    |    |    |
| 일  | 월 | 화 | 수 | 목 | 금 | 토 |
|     |    |    | 1  | 2  | 3  | 4  |
| 5   | 6  | 7  | 8  | 9  | 10 | 11 |
| 12  | 13 | 14 | 15 | 16 | 17 | 18 |
| 19  | 20 | 21 | 22 | 23 | 24 | 25 |
| 26  | 27 | 28 | 29 | 30 | 31 |    |

| 9월 |    |    |    |    |    |    |
| 일  | 월 | 화 | 수 | 목 | 금 | 토 |
|     |    |    |    |    |    | 1  |
| 2   | 3  | 4  | 5  | 6  | 7  | 8  |
| 9   | 10 | 11 | 12 | 13 | 14 | 15 |
| 16  | 17 | 18 | 19 | 20 | 21 | 22 |
| 23  | 24 | 25 | 26 | 27 | 28 | 29 |
| 30  |    |    |    |    |    |    |

| 10월 |    |    |    |    |    |    |
| 일   | 월 | 화 | 수 | 목 | 금 | 토 |
|      | 1  | 2  | 3  | 4  | 5  | 6  |
| 7    | 8  | 9  | 10 | 11 | 12 | 13 |
| 14   | 15 | 16 | 17 | 18 | 19 | 20 |
| 21   | 22 | 23 | 24 | 25 | 26 | 27 |
| 28   | 29 | 30 | 31 |    |    |    |

| 11월 |    |    |    |    |    |    |
| 일   | 월 | 화 | 수 | 목 | 금 | 토 |
|      |    |    |    | 1  | 2  | 3  |
| 4    | 5  | 6  | 7  | 8  | 9  | 10 |
| 11   | 12 | 13 | 14 | 15 | 16 | 17 |
| 18   | 19 | 20 | 21 | 22 | 23 | 24 |
| 25   | 26 | 27 | 28 | 29 | 30 |    |

| 12월 |    |    |    |    |    |    |
| 일   | 월 | 화 | 수 | 목 | 금 | 토 |
|      |    |    |    |    |    | 1  |
| 2    | 3  | 4  | 5  | 6  | 7  | 8  |
| 9    | 10 | 11 | 12 | 13 | 14 | 15 |
| 16   | 17 | 18 | 19 | 20 | 21 | 22 |
| 23   | 24 | 25 | 26 | 27 | 28 | 29 |
| 30   | 31 |    |    |    |    |    |

### 음양력 대조 일람
| 음력월 | 월건 | 대소 | 음력 1일의 양력 월일 | 음력 1일 간지 |
| ------ | ---- | ---- | -------------------- | ------------- |
| 1월    | 경인 | 대   | 1월 24일             | 정해          |
| 2월    | 신묘 | 대   | 2월 23일             | 정사          |
| 3월    | 임진 | 대   | 3월 25일             | 정해          |
| 4월    | 계사 | 소   | 4월 24일             | 정사          |
| 윤4월  |      | 소   | 5월 23일             | 병술          |
| 5월    | 갑오 | 대   | 6월 21일             | 을묘          |
| 6월    | 을미 | 소   | 7월 21일             | 을유          |
| 7월    | 병신 | 소   | 8월 19일             | 갑인          |
| 8월    | 정유 | 대   | 9월 17일             | 계미          |
| 9월    | 무술 | 소   | 10월 17일            | 계축          |
| 10월   | 기해 | 대   | 11월 15일            | 임오          |
| 11월   | 경자 | 소   | 12월 15일            | 임자          |
| 12월   | 신축 | 대   | 2002년 1월 13일      | 신사          |

## 참고 문헌
1. ↑  합삭이 한국시간으로 2001년 4월 24일 0시 25분이기 때문에 중국에서는 4월 23일이 음력 4월 1일이 되고 중국의 석가탄신일은 4월 30일로, 한국과는 하루 차이가 난다. 또한 중국의 음력 3월은 작은달, 음력 4월은 큰달이고 윤4월부터는 한국과 동일하다.